# Justin Anlezark
Justin Anlezark, född 14 augusti 1977, är en australisk friidrottare. Han deltog vid olympiska sommarspelen 2000, olympiska sommarspelen 2004 och olympiska sommarspelen 2008.